# ایل مین گوجوسان
پادشاه ایل مین بیست و هشتمین  پادشاه ￼￼گوجوسان بود.   او از سال ۵۰۳ قبل از میلاد تا ۴۸۶ قبل از میلاد سلطنت کرد.  نام واقعی او گانگ (هانگول: 강، هانجا: 岡) بود. بعد از او جی سه به سلطنت رسید. 